# Robe blanche de Marilyn Monroe

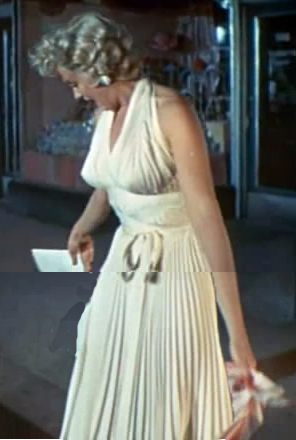
La robe blanche de Marilyn Monroe dans le film Sept Ans de réflexion (1955).

La robe blanche de Marilyn Monroe est une robe portée par l'actrice américaine Marilyn Monroe dans l'une des scènes les plus connues du film Sept Ans de réflexion (1955).
Cette robe de cocktail blanche, légèrement ivoire, a été créée par le costumier Travilla dans un style à la mode dans les années 1950. Dans le film, cette robe blanche se soulève à cause d'une bouche d'aération du métro dans les rues de New York.
Surnommée la subway dress, elle est considérée comme un accessoire symbolique de l'image de Marilyn Monroe et la scène du film est restée emblématique.

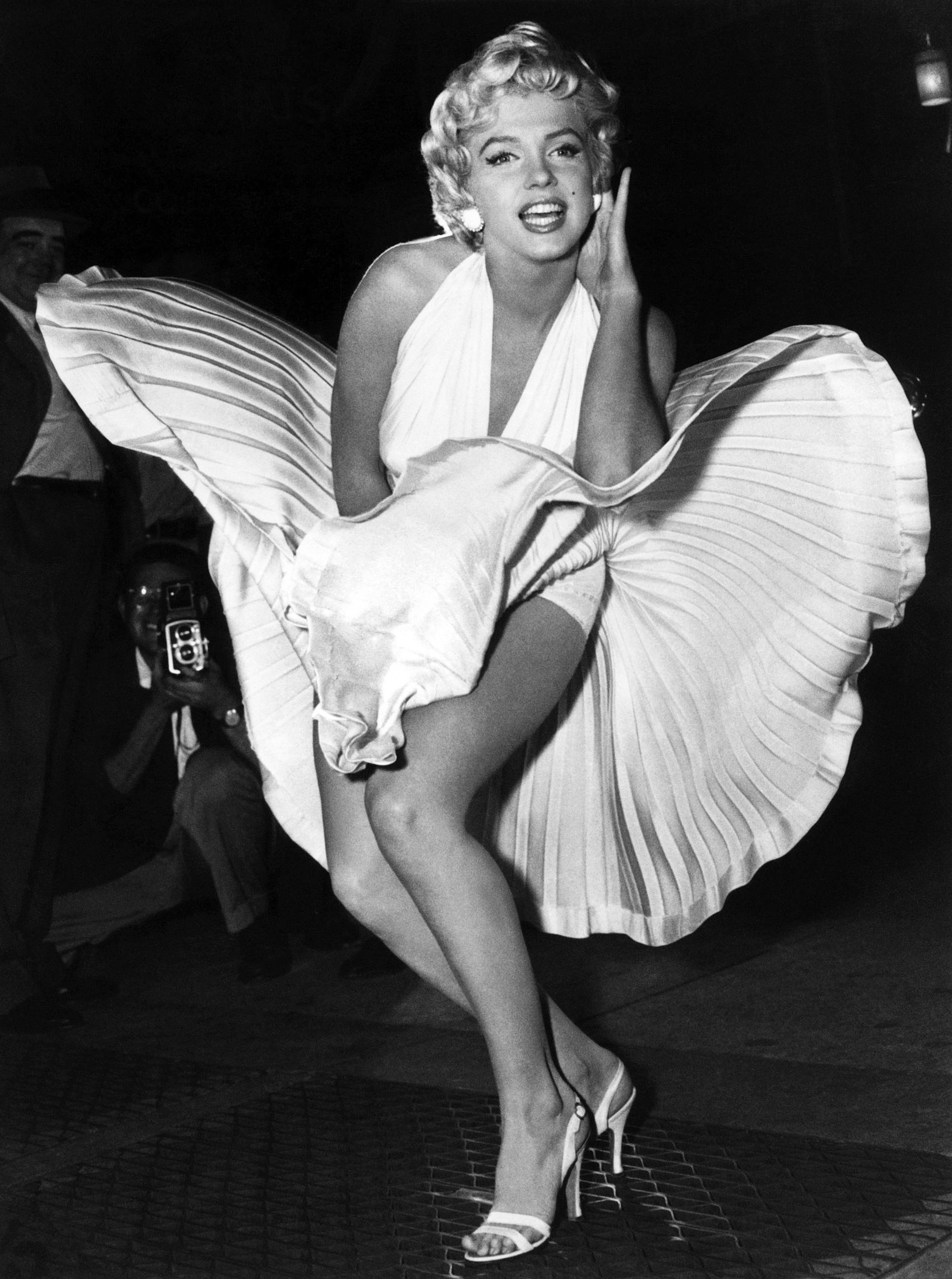
Marilyn Monroe posant dans sa robe.
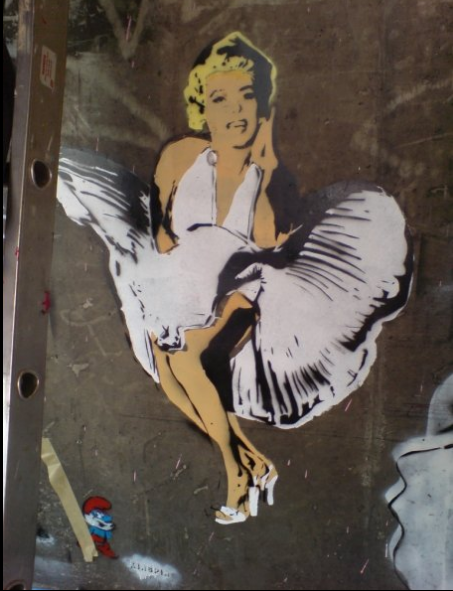
Graffiti de Marilyn Monroe dans sa robe.
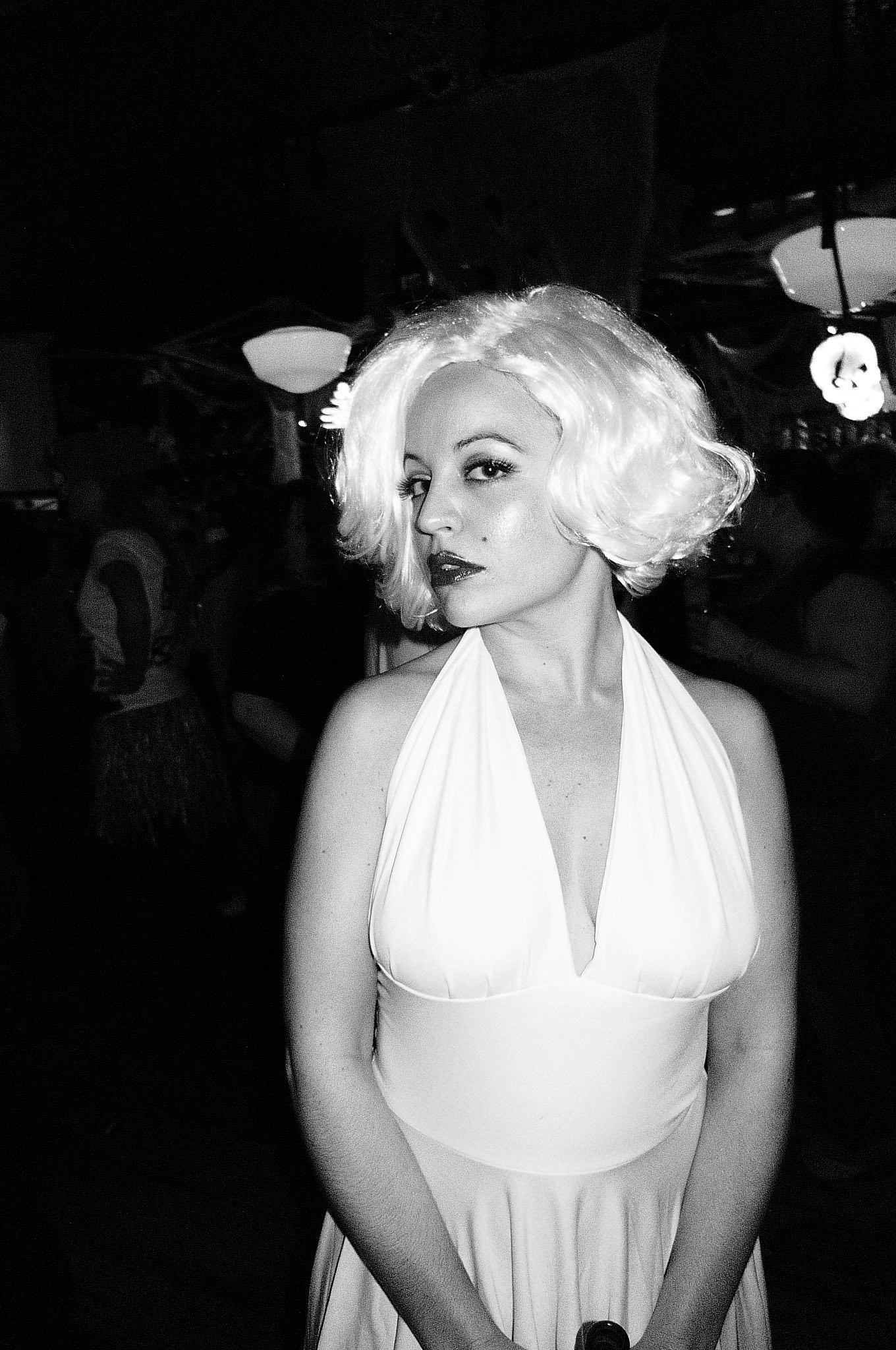
Cosplay de Marilyn Monroe avec sa célèbre robe.